# Kirkwood (Mondkrater)
Kirkwood ist ein Einschlagkrater auf der Mondrückseite.
Kirkwood liegt im Norden der erdabgewandten Seite, nördlich des riesigen Kraters Birkhoff, nordöstlich von Sommerfeld, nordwestlich von Stebbins. In ostnordöstlicher Richtung stößt man auf Hippocrates.
Der Krater ist im Wesentlichen kreisförmig mit ausgedehnten Erhebungen im Kraterinneren. Zwischen Kraterwall und Kraterboden besteht ein Höhenunterschied von zirka 3,70 km. Der Krater ist frei von nennenswerten, späteren Einschlägen, seine Entstehungszeit fällt in die eratosthenische Periode.
Kirkwood hat zwei Nebenkrater:
| Buchstabe | Position            | Durchmesser | Link |
| --------- | ------------------- | ----------- | ---- |
| T         | 68,99° N, 165,26° W | 19 km       |      |
| Y         | 71,69° N, 157,69° W | 17 km       |      |

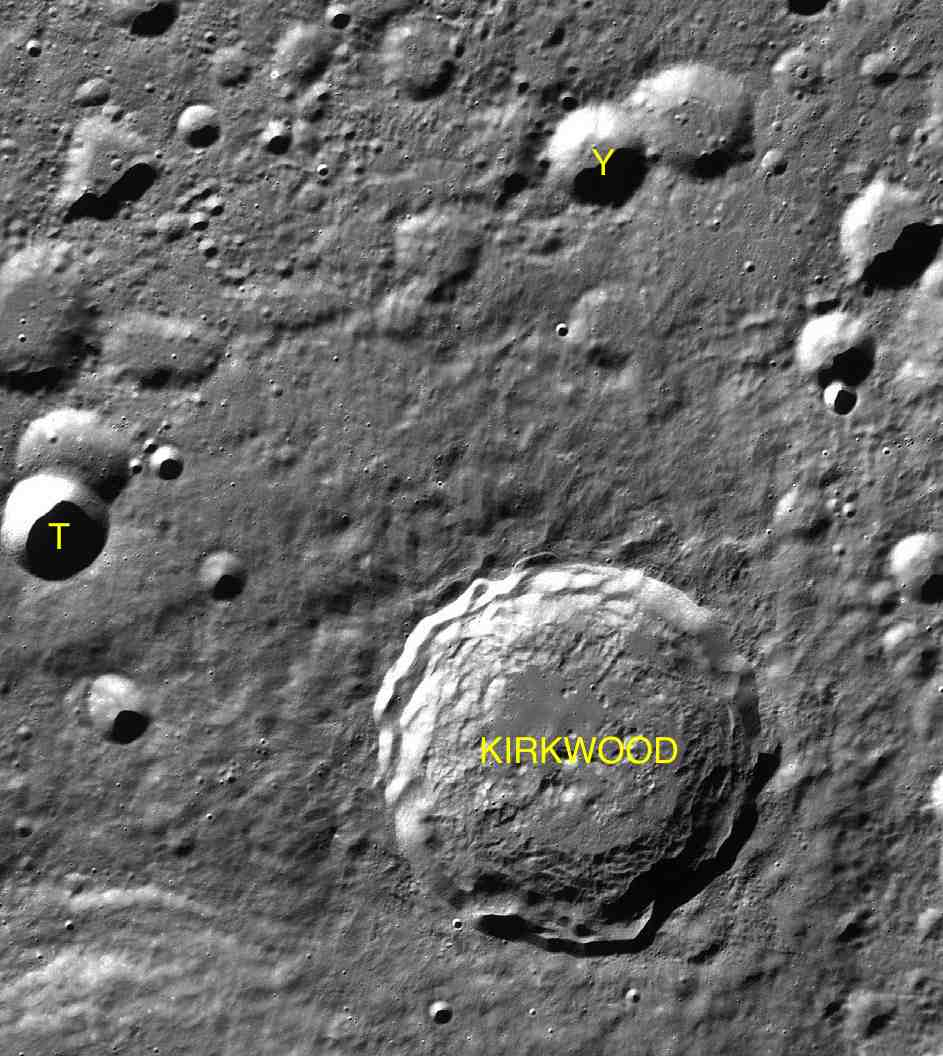
Kirkwood mit seinen Nebenkratern

Der Krater wurde 1970 von der IAU offiziell nach dem US-amerikanischen Astronomen Daniel Kirkwood benannt.